# ミッキーマウスとドナルドダック
『ミッキーマウスとドナルドダック』は、日本テレビで1984年4月12日から1985年9月19日まで放送されていたディズニーのテレビアニメ番組。放送時間は木曜19:00 - 19:30（JST）だが、プロ野球中継や『木曜スペシャル』の拡大版（『日本テレビ音楽祭』や『アメリカ横断ウルトラクイズ』など）の時は休止。全38回の放送に対して休止は実に40回にも上った。

## 番組内容
アメリカのCBS放送で1981年頃に放送されていた、Walt Disney's show「Walt Disney's MICKEY AND DONALD」の日本放送版。30分の番組の中でディズニークラシック短編集の各短編作品の中から毎回主に3つの短編作品を中心にアレンジを加えて構成された。日本では、スポンサーでもある東京ディズニーランドが開園2年目の頃に放送された。

## 概要
各短編作品はオープニングとエンディングの英語のクレジット部分は基本的にはカットして放送された。本来は短編作品のオープニングクレジットの部分で流れるBGMが、この番組では番組提供のスポンサーを紹介するテロップの部分で使われた。
- CMの入りと明けの部分では、各短編アニメから抜き出したドナルドやグーフィーのキャラクターのシーンに、CM前には「次はコマーシャル!」や「コマーシャルどうぞ」というセリフが、CM明けには「次のおはなしどうぞ」や「早く次のおはなし初めて!」というセリフがアフレコされた数秒間のアイキャッチが付け加えられていた。エンディング前には「今日のオマケ」というナレーションが入り、短く編集された短編作品を流していた。

- 番組は二ヵ国語放送だったが、各キャラクターの声の日本語吹き替え版は、現在BVHE版、ディズニー・チャンネル版、ポニー・バンダイ版などで聞けるオリジナルに近い声のイメージとは全く異なるイメージの吹き替えで、ミッキーには山田栄子、ドナルドには緒方賢一、プルートに郷里大輔など、現在では大御所の豪華な声優陣であった。

- オリジナルではプルートは喜怒哀楽を表現した鳴き声だけで言葉は話さないが、この番組では「助けてー！」や「僕ちゃん幸せ～！」など、言葉を話している。他のキャラクターも、オリジナルの短編作品では本来しゃべらない所でもアフレコされている場合が多かった（ただし、ポニー・バンダイ版におけるオリジナルの短編作品では、本来しゃべらない所でもアフレコされている場合が少なかった）。

- 番組には全編通してナレーションが入り、劇中で登場するキャラクターに話し掛けるように、解説のような語りが入っていた（ただし、ポニー・バンダイ版におけるオリジナルの短編作品では、ナレーションが入り、時々全編を通しているが、劇中で登場するキャラクターに話し掛けるように、解説のような語りが入るところが少なかった）。視聴者側に対しても特に子供に語りかけるような解説のような語りが印象的だった。語り手は主に山田栄子が担当し、ミッキーの声の演技とは見事に使い分けていて、その演技力を披露した。ポニー・バンダイ版と同様、オリジナルの短編作品にナレーションが入る物はもちろん、ナレーションが無い作品でも必ずナレーションはされており、それが番組の特徴となっていた。

- オープニングの冒頭に毎回、「中央児童福祉審議会 推薦」というテロップが出ていた（1986年の再放送ではテロップ無し）。

- 最後の放送となる1985年9月19日付の各新聞のラジオ・テレビ欄には「最終回マーク」は付けられてなく、翌9月26日のプロ野球中継「巨人×ヤクルト」（後楽園球場）での雨傘番組に編成された時は付けられていた。しかし中継は予定通り行われ、最終回が放送されないまま終了した[1]。

- 1987年の夏に東宝系よりリバイバル上映として、ディズニー長編映画の『シンデレラ』､『ふしぎの国のアリス』の日本語版に、短編作品『ディスコミッキー』を加えた3本立で劇場公開された。この時テレビで宣伝CMが放送され際も、案内役のミッキーの声を山田栄子が担当していた。

## 登場人物
- ミッキーマウス
- ドナルドダック他、ディズニーキャラクター多数

## 声の出演
- ミッキーマウス：山田栄子（ナレーション、語り手）
- ドナルドダック：緒方賢一
- グーフィー：八奈見乗児
- プルート、ピート：郷里大輔（ナレーション他多数）
- 土井美加、原えりこ、龍田直樹

日本語版台本&スタジオ：トランスグローバル

## 各話リスト
| 話数 | 初回放送日     | サブタイトル                  |
| ---- | -------------- | ----------------------------- |
| 1    | 1984年 4月12日 | トレーラーで行こう ほか       |
| 2    | 4月26日        | つむじ風なんかこわくない ほか |
| 3    | 5月10日        | ドナルドの腕白時代 ほか       |
| 4    | 5月17日        | 捕鯨船西へ ほか               |
| 5    | 6月7日         | 名犬忠犬英雄犬 ほか           |
| 6    | 7月5日         | ミッキーの造船所 ほか         |
| 7    | 7月12日        | ミッキーの大演奏会 ほか       |
| 8    | 7月26日        | ミッキーの夢物語 ほか         |
| 9    | 9月13日        | ピーナツ大好き ほか           |
| 10   | 9月20日        | ドナルドの汽車ごっこ ほか     |
| 11   | 9月27日        | ミッキーとあらいぐま ほか     |
| 12   | 10月18日       | ミッキーのブーメラン ほか     |
| 13   | 10月25日       | ドナルドの朝食大好き ほか     |
| 14   | 11月1日        | ミッキーのグランドオペラ ほか |
| 15   | 11月8日        | ミッキーの山登り ほか         |
| 16   | 11月15日       | ミッキーの狩りは楽し ほか     |
| 17   | 11月22日       | ドナルドのボートは楽し ほか   |
| 18   | 11月29日       | ミッキーの大サーカス ほか     |
| 19   | 12月6日        | ミッキーのおばけ退治 ほか     |
| 20   | 12月13日       | ミッキーの海難救助隊 ほか     |
| 21   | 12月20日       | ドナルドは赤ちゃん ほか       |
| 22   | 1985年 1月10日 | ミッキーのハワイ旅行 ほか     |
| 23   | 1月17日        | ドナルドとアリ軍団 ほか       |
| 24   | 1月24日        | ミッキーの冬休み ほか         |
| 25   | 1月31日        | ミッキーの誕生日 ほか         |
| 26   | 2月7日         | ドナルドのホテル学入門 ほか   |
| 27   | 2月14日        | ミッキーの巨人退治 ほか       |
| 28   | 2月21日        | ミッキーのわくわくデート ほか |
| 29   | 2月28日        | ミッキーと小象ボーボー ほか   |
| 30   | 3月7日         | プルートとカメくん ほか       |
| 31   | 3月14日        | ミッキーの引越し ほか         |
| 32   | 3月21日        | ミッキーの弱虫追い出せ ほか   |
| 33   | 4月11日        | ミッキーのゴルフ ほか         |
| 34   | 5月9日         | プルートといたずらっ子 ほか   |
| 35   | 5月23日        | ミッキーのむかしむかし ほか   |
| 36   | 6月20日        | ミッキーの消防隊 ほか         |
| 37   | 7月25日        | ドナルドの日射病 ほか         |
| 38   | 9月19日        | ドナルドのゲームは楽し ほか   |

## ネット局
放送当時の日本テレビ系列局はクロスネット局などが多かったため、本番組の同時ネットを行っていたのはほぼフルネット局のみであった。
放送概要は個別に出典が提示されているものを除き1985年2月時点、放送系列は放送当時のものとする。
| 放送地域       | 放送局             | 放送日時                                                               | 放送系列                      | 備考                                               |
| -------------- | ------------------ | ---------------------------------------------------------------------- | ----------------------------- | -------------------------------------------------- |
| 関東広域圏     | 日本テレビ         | 木曜 19:00 - 19:30                                                     | 日本テレビ系列                | キー局                                             |
| 北海道         | 札幌テレビ         | 木曜 19:00 - 19:30                                                     | 日本テレビ系列                | 同時ネット                                         |
| 宮城県         | ミヤギテレビ       | 木曜 19:00 - 19:30                                                     | 日本テレビ系列                | 同時ネット                                         |
| 福島県         | 福島中央テレビ     | 木曜 19:00 - 19:30                                                     | 日本テレビ系列                | 同時ネット                                         |
| 新潟県         | テレビ新潟         | 木曜 19:00 - 19:30                                                     | 日本テレビ系列                | 同時ネット                                         |
| 山梨県         | 山梨放送           | 木曜 19:00 - 19:30                                                     | 日本テレビ系列                | 同時ネット                                         |
| 静岡県         | 静岡第一テレビ     | 木曜 19:00 - 19:30                                                     | 日本テレビ系列                | 同時ネット                                         |
| 中京広域圏     | 中京テレビ         | 木曜 19:00 - 19:30                                                     | 日本テレビ系列                | 同時ネット                                         |
| 近畿広域圏     | よみうりテレビ     | 木曜 19:00 - 19:30                                                     | 日本テレビ系列                | 同時ネット                                         |
| 岡山県・香川県 | 西日本放送         | 木曜 19:00 - 19:30                                                     | 日本テレビ系列                | 同時ネット                                         |
| 広島県         | 広島テレビ         | 木曜 19:00 - 19:30                                                     | 日本テレビ系列                | 同時ネット                                         |
| 福岡県         | 福岡放送           | 木曜 19:00 - 19:30                                                     | 日本テレビ系列                | 同時ネット                                         |
| 熊本県         | くまもと県民テレビ | 木曜 19:00 - 19:30                                                     | 日本テレビ系列                | 同時ネット                                         |
| 長野県         | テレビ信州         | 木曜 19:00 - 19:30                                                     | 日本テレビ系列 テレビ朝日系列 | 同時ネット                                         |
| 秋田県         | 秋田放送           | 木曜 17:00 - 17:30                                                     | 日本テレビ系列                | [ 4 ]                                              |
| 福井県         | 福井放送           | 日曜 17:00 - 17:30                                                     | 日本テレビ系列                | [ 5 ]                                              |
| 岩手県         | テレビ岩手         | 月曜〜木曜 16:00- 16:30                                                | 日本テレビ系列                | 本放送終了後の1987年夏に集中放送                   |
| 愛媛県         | 南海放送           | 日曜 10:00 - 10:30 （1987年10月頃） 木曜 10:00 - 10:30 （1988年6月頃） | 日本テレビ系列                | 本放送終了後の1987年頃 - 1988年頃に放送            |
| 富山県         | 富山テレビ         | 日曜 8:30 - 9:00                                                       | フジテレビ系列                | 本放送終了後の1986年3月9日から1987年3月8日まで放送 |

## ディズニー・チャンネル版
2003年に日本でディズニー・チャンネルが開局された時にはこの番組も放送されたが、吹き替え版はディズニー・チャンネル版で、各キャラクターの声は現在の声優陣によって新たに収録された別バージョン。また、映像にも一部編集や差し替えが施されており、日本テレビで放送時のようなアイキャッチも挿入されていない。
キャスト（声の出演）
- ミッキーマウス：青柳隆志
- ドナルド・ダック：山寺宏一
- グーフィー：島香裕
- オープニングMC：山寺宏一
- 語り手：中村正